# 台灣乾拌麵
台灣乾拌麵（日语：／ Taiwan Mazesoba）是源自日本愛知縣名古屋市的拉麵料理，是名古屋料理的一種，由「麵屋花火」（麺屋はなび）創辦人新山直人發明。
最初新山直人原本想要搭上當時掀起流行的台灣拉麵發展出新的料理，但由於新構想中的台灣佐料肉醬與湯頭無法契合；直到某次新山直人將失敗的湯頭倒掉後，店裡的工讀生隨口問：「剛剛煮好的麵可以當今天的員工餐嗎？」於是捨棄湯頭後，將剛煮好的麵加上原本的配料（海苔、蒜蓉、韭菜、蔥末、魚粉、辣味肉醬、生蛋黃），經過重新研究成為現在的台灣乾拌麵，這道料理讓已經門可羅雀的小店引起一陣風潮。
目前這道料理被列入名古屋料理的一種，並被引入關東地區和關西地區的餐廳，也曾在2013年名古屋料理總選舉中得獎。

## 作法
將配料（海苔、蒜泥、韭菜、蔥末、魚粉、辣味肉醬、生蛋黃）與醬料（麵之友（めんつゆ）、醬油、芝麻油各一大匙）全部攪拌均勻。然後用滾水將麵煮的稍微帶些黏糊感，讓麵更容易沾上配料與醬料。

## 外部連結
- 麺屋はなび | 名古屋に拠点を置く台湾まぜそば発祥のお店 （页面存档备份，存于）